# 黒田成幸
黒田 成幸（くろだ しげゆき、Sige-Yuki Kuroda、1934年8月 - 2009年2月25日）は、日本の言語学者。米国カリフォルニア大学サンディエゴ校名誉教授、東北大学名誉教授。Ph.D（MIT）。母方の祖父は高木貞治、父は黒田成勝、兄は黒田成俊。
東京生まれ。東京都立戸山高等学校を卒業後、東京大学理学部数学科に進学。1957年卒業、理学士。その後東京大学文学部に学士入学し、服部四郎のもとで言語学を学ぶ。1959年卒業。その後再び数学の研究に従事し、名古屋大学の助手を経て、1962年から1965年までWhitney Fellowship (American Council of Learned Societies Fellowship) と IBM Fellowship によりMITで言語学を研究。MITで助手を務めた後、カリフォルニア大学サンディエゴ校言語学科で教鞭をとる。1996年から1998年まで東北大学言語学研究室教授。2016年、アメリカ言語学会において、黒田記念奨学金が設立された。
生成文法の枠組みで日本語を研究した博士論文の提出者としては、井上和子につづく二人目で、Generative grammatical studies in the Japanese languageというタイトルで提出された。その後、生成文法だけではなく、言語学、言語哲学、他にも数学（数理言語学）で黒田標準形にその名を残すなど、幅広い領域において重要な業績を残している。

## 研究領域
言語に関わる幅広い領域に業績を残し、そのいずれもが重要なものである。

### 統語論・意味論
統語論における黒田の貢献には、理論的には付置変換、フィルターの導入、一致パラメーター、動詞句内主語仮説が知られる。個別言語の研究としては、日本語を始め、英語、ロシア語などに関する提案が数多くある。

#### 卒業論文（1950年代）
東京大学に提出した卒業論文が『言語研究』に掲載、さらに研究社より『言語の記述』として出版された。

#### 博士論文（1960年代）
1. 付置変換(attachment transformation)の導入
  - 付置変換は量化子の作用域に関わる変換規則であり、日本語や韓国語では少なくともモ・to 、その他多くの言語で WH 疑問に作用する。付置変換の生成文法史上の影響は「解釈に変更を加える変換規則が少なくとも一つ存在する」ということを証明したことである、ということがよく知られている。図式的にはQ [S ... X ... → [S ... Q + X ... で表される。
  - 背景として、Chomsky (1957) Syntactic Structures, pp. 69 - 70 では、WH 疑問文は次のように派生される。‘What did John eat?’, ‘Who ate an apple?’ の基底表示はJohn - Aff - eat - NP、とNP - Aff - eat - an apple。変換規則Tq適用の出力Aff - John - eat - NP [- animate]、とAff - NP [+ animate] - eat - an apple、この記号列には続いて Tw1が適用される。
  - Tw1=構造分析：X - NP - Y, ここで X と Y は空の記号列でもよい、構造変化：X1 - X2 - X3 → X2 - X1 - X3 こういった任意適用の変換規則について、Lees (1960) が否定変換について、Edward Klima が疑問変換について、義務的に適用される単一変換であることを示唆する (Chomsky 1965: 141) Katz and Postal (1964) An Integrated Theory of Linguistic Descriptions は一般原理として、変換規則は句構造を他の句構造に写像するだけであり、すなわち、変換規則は意味解釈に寄与する要素を導入しない、とした。この主張は「Katz-Postalのテーゼ」として知られ、Chomsky (1965) Aspects of the Theory of Syntax 以降の「標準理論」に、意味解釈は深層構造でのみ決定される、という形で採用された（これを強い形で採用・遂行した研究プログラムが生成意味論である）。この枠組みでは Tq、Tw2のような変換規則は認められず、疑問文を特徴付ける要素は句構造規則によって基底表示に組み込まれる。

1. ハの理論
  - 日本語母語話者以外の読者にハを解説するために書かれたもの。 チョムスキーが Cartesian Linguistics の準備をしている頃、講義でもその内容が扱われ、黒田はターム・ペーパーを書くためにチョムスキーからエドムント・フッサールの著作を借りたという。余談だが、その頃黒田はドイツ語が堪能ではなく自由に使えるフランス語で読めるように、チョムスキーはフッサールの仏語訳を貸してくれたという。博士論文で既にポール・ロワイヤル論理学に言及しつつ判断論との関連を述べているが、これがきっかけとなり、フッサールの師であるブレンターノの研究を経由して、アントン・マルティ Anton Marty の判断論と出逢うことになる。後に第2章を発展させ、単純判断 thetic (Categorimatisch) judgment と複合判断 categorical (Syncategorimatisch) judgment の区別を生成文法の世界に導入することになり、近年、William Ladusawが様々な意味論的概念と対比させる論文を書いて以来、再評価と言ってよい動きがある。黒田自身も、例えば、Kratzer-DiesingのMapping Hypothesisなどと比較してコメントを加えたりしている。 なお後年黒田は東北大学で数年教鞭をとるが、かつて東北大学英語学教授だった中島文雄はマルティの研究者でもあった。

1. 逆行同一名詞句削除(counter equi-NP deletion)相当の規則の定式化
  - 後に原田信一によって定式化される逆行同一名詞句削除を定式化。後に黒田自身この規則は記述的一般化にすぎないとコメントしているが、コントロールに関わる重要な現象を捉えた意義は大きい。
2. 変形のフィルターとしての働き
  - 後に導入されることになる、不適格な構造を除去するフィルターに先駆けた提案を関係節化に基づいて行っている
3. 線状格付与(linear case marking)の提案
  - 日本語の格付与について、初頭の格をもたない名詞句にガを付与し、格を持たない残りの名詞句にヲを付与する循環的規則を提案した。
4. 空代名詞(empty pro)分析
  - 日本語において項のうち音声的実現を持たないものがある。これを空代名詞として扱い、分布様式の制限を明らかにした。

#### 関心が他に移っていた時期（1970年代）
1. 関係節とトコロ節の研究
  - 主辞内在関係節、主辞先行関係節などを含む関係節一般、およびトコロ節についての洞察に富んだ研究を行っている。
2. 受身文の研究
  - 「ニ」受身文は補文構造を持つとし、「ニヨッテ」受身文は移動によって単文から派生されるという分析を提案している。

#### 統率・束縛理論における研究（1980年代）
1. 階層構造型（configurational）言語としての日本語
  - 日本語は平らな構造を持つ、とする議論に説得力のある反駁を加えた。同時期に齋藤衛、傍士元の議論もあり、日本語は配置型である、という仮説が「復権」した。
2. 動詞句内主語仮説
  - Xバー理論の均一性から、それまでIP指定部の位置に基底生成されると考えられていた主語を、理論上の空き間となっていたVP指定部に基底生成されるという、概念的基盤に基づく議論を提出し、後の研究に大きな影響を与えた。
3. 一致パラメター
  - 日本語にwh移動がなく、英語にはある、という違いを含む様々な類型論的な違いを、ある位置がその位置と一致する要素に義務的に占められなければならないかどうか、という単一のパラメターで説明できることを示した。はじめフランス語で出版され、後にWhether We Agree or Notというタイトルの英文論文として出版された論文でこの考えが示され、後に格と一致を統一的に扱う理論へと引き継がれていく。

### 音韻論

#### 初期生成音韻論における研究
1. ヤウェルマーニ音韻論
  - アメリカカリフォルニア州のネイティブ・アメリカンの一言語であるヨクーツ語の一方言であるヤウェルマーニに関するStanleyの記述に基づき、生成音韻論による分析を行う。生成音韻論には基本交替形という仮説があるが、これは基底形は交替形のうちの一つとして必ず現れる、というものである。しかし黒田のヤーウェルマニの母音に関する研究では、音韻規則の一般性とそれらに妥当な順序付けを行い、それによると基底形は交替形として現れない抽象的なものになるということを示した。タームペーパーが元になって出版され、現在でも生成音韻論の重要な研究となっている。
2. 日本語の促音と撥音に関する議論による音素の否定
  - 構造主義による分析でそれぞれ/Q/、/N/という音素と仮定されていた促音と撥音について、字音語を除いてこれらが生起する動詞活用とリ延長擬容語（「はきはき」、「しょぼしょぼ」と写像関係にある「はっきり」、「しょんぼり」など）を対象とした生成音韻論的考察により、それらが同時に現れる派生の一段階としての表示が存在しないことを示し、これによって促音と撥音が音素である、という仮定が棄却されることを示す。促音は[+子音性]という素性のみが指定された分節音であり、撥音は[+子音性]の分節音が[+有声]の分節音に先行する位置で[+鼻音性]が素性補充されたものと考えることができる。基底形から音声表示への派生のいかなる段階でも、[+子音性]のみからなる分節音と区別される[+子音性、+鼻音性]のみからなる分節音が同時に存在する表示はない。これによって文法内では促音と撥音という音素を設定する場所はないことを示す。ただし「っ」、「ん」という表記が与えられていることは日本語を母語とするもののなんらかの直観を反映するものとして、それを知覚処理の領域に求めうるということを示唆している。『言語研究』（和文）、博士論文の最後の章（英文）で発表され、促音と撥音に関する重要な研究となっている。

#### 1990年代末からの研究
1. 連濁についての「頭清説」
  - 「頭清説」という呼称は早田輝洋による。古くは本居宣長の研究、最近ではIto and Mesterの最適性理論による研究など、多くは複合という語形成過程に伴う語頭分節音の有声化と捉えられることが多い現象である連濁について、これとは逆の音韻過程であるという理論を提示する。有声化に関わる浮遊素性'Γ'と「連濁不全性」(R-immunity)という分節音に指定された条件によって、「連濁説」より少ない過程で広範な現象を捉える。基本的な考え方は学生時代の歴史音韻論に関するペーパーで、マコーレー記念の日本語/韓国語言語学会において新たな枠組みで発表された。
2. 空気力動的素性幾何
  - 音声器官のうち発声と共鳴に関わる器官と同型写像の関係にある素性幾何によって響き音階層を捉え、ケーススタディとしては日本語の音節末鼻音、韓国語の流音と鼻音の複雑な現象（響き音同化）を説明する。特に韓国語の響き音同化については見かけの複雑さに対して、インターフェイス条件への最適解となっている、という見解を示している。

### 言語哲学
1. 判断 (judgment) の理論
  - アントン・マルティの thetic judgment〔単純判断、単一判断〕と categorical judgment〔複合判断、二重判断〕という区別を生成文法に導入した。
2. 命題態度、知覚報告に関して十分な記述力を持つ指標付き述語計算
  - 後に黒田が論文指導をしたジル・フォコニエによるメンタル・スペース理論の雛形となる。
3. コミュニカティブ・インテンションに関する説明的理論

### 数理言語学
1. 黒田標準形
2. 弱生成能力(weak generative capacity)と強生成能力(strong generative capacity)の関係に関するトポロジカルな研究

## 出版物
- 『言語の記述』,  研究社 1960
- Yawelmani Phonology, MIT Press
- The (W) hole of Doughnuts
- Aux Quatre Coins de la Linguistique, traduit de l'anglais par Cassian Braconnier et Joelle Sampy, Editions du Seuil, 1970.
- Japanese Syntax and Semantics, Kluwer, 1992.
- 『日本語から見た生成文法』, 岩波書店 2012
- Toward a poetic theory of narration. Essays of S.-Y. Kuroda, edited by Sylvie Patron, Table of Contents de Gruyter Mouton, Berlin 2014, ISBN 978-3-11-031838-8, ISBN 978-3-11-033486-9